# Hit Machine
Hit machine est une émission de télévision musicale française, diffusée du 1er octobre 1994 au 1er mai 2009 sur M6. L'émission est initialement présentée par Ophélie Winter et Yves Noël jusqu'en juin 1995, avant d'être reprise par Charly Nestor et Jean-Marc Lubin (Charly et Lulu) dans une version inspirée par l'émission britannique Top of the Pops. Le 1er décembre 2012, une émission intitulée Génération Hit machine est lancée par la chaîne W9 retraçant les plus grands succès de l'émission.

## Histoire

### Débuts
Hit machine est lancée le 1er octobre 1994, l'émission diffuse des clips vidéos dans un classement, censé refléter les ventes de disques dans les magasins Fnac jusqu'en octobre 1995. Elle est présentée par Ophélie Winter et Yves Noël. Ophélie Winter s'est fait connaître grâce à cette émission. Quant à Yves Noël, il était déjà aux commandes, avec son frère jumeau Hervé Noël un an auparavant, de l'ancêtre du Hit machine, le Multitop, un hit parade qui avait commencé d'abord avec Alexandre Debanne le 19 juin 1989 jusqu'au 30 septembre 1994 sur M6. Ophélie Winter et Yves Noël présentent l’émission musicale jusqu'au 30 juin 1995.

### Popularisation et succès
Après un démarrage difficile, la direction de la chaîne fait appel à Charly Nestor et Jean-Marc Lubin, connus sous les noms de Charly et Lulu, qui présentent le Hit machine durant treize saisons. Ils prennent les commandes de l'émission le 1er juillet 1995. A l’initiative du duo, qui devait à l'origine co-présenter avec Ophélie Winter, le concept change : le programme quotidien diffusé à 17 h devient un hebdomadaire diffusé le samedi matin vers 10 h 30 ; le classement qui présentait les 40 singles les plus vendus et les plus écoutés de la semaine n'a plus que 20 places. En plus de diffuser des clips vidéos, les artistes viennent chanter sur le plateau, une nouveauté et une mise en scène inspirée par l'émission britannique Top of the Pops. Ainsi tous les plus grands artistes y sont invités. Très vite, le succès croît, le Hit machine monte en puissance. Selon Charly et Lulu, l'horaire particulier et le déclin des autres émissions de variété ont fait du Hit Machine un incontournable. Des émissions sont diffusées toute l’année, même en été, toujours plus spéciales les unes que les autres. Par exemple, en juin 1997, il y eut un one-shot appelé Hit Machin (dans lequel on y voyait aussi Vincent Lagaf parodiant Michael Jackson dans une parodie de la chanson They don't care about us) . Charly et Lulu forment un boys band parodique avec deux de leurs complices, les Top Boys, et enregistrent un album vendu à 350 000 exemplaires, incluant les succès Le feu ça brûle, Balayer ou encore Nos amis en 1997. Lorie a fait son premier passage télévisuel en 1997 dans cette émission avant de connaître le succès.
Le concept fonctionne les cinq premières années. Mais lentement, vers 2002, l’audience baisse. Au départ, on pense que l’audience remontera. Mais la situation devient de plus en plus critique, il faut donc trouver un système qui pourrait plaire au public. La production met en place un nouveau concept en septembre 2006 : un classement spécial pour chaque émission et la division par quatre du classement des singles les plus vendus et les plus écoutés de la semaine. Désormais de 5 places, le classement est jugé trop « serré », appartenant uniquement aux « grands » par les téléspectateurs. De plus, les chansons françaises sont désormais sous-titrées et la traduction des chansons étrangères apparaît également en bas de l'écran.

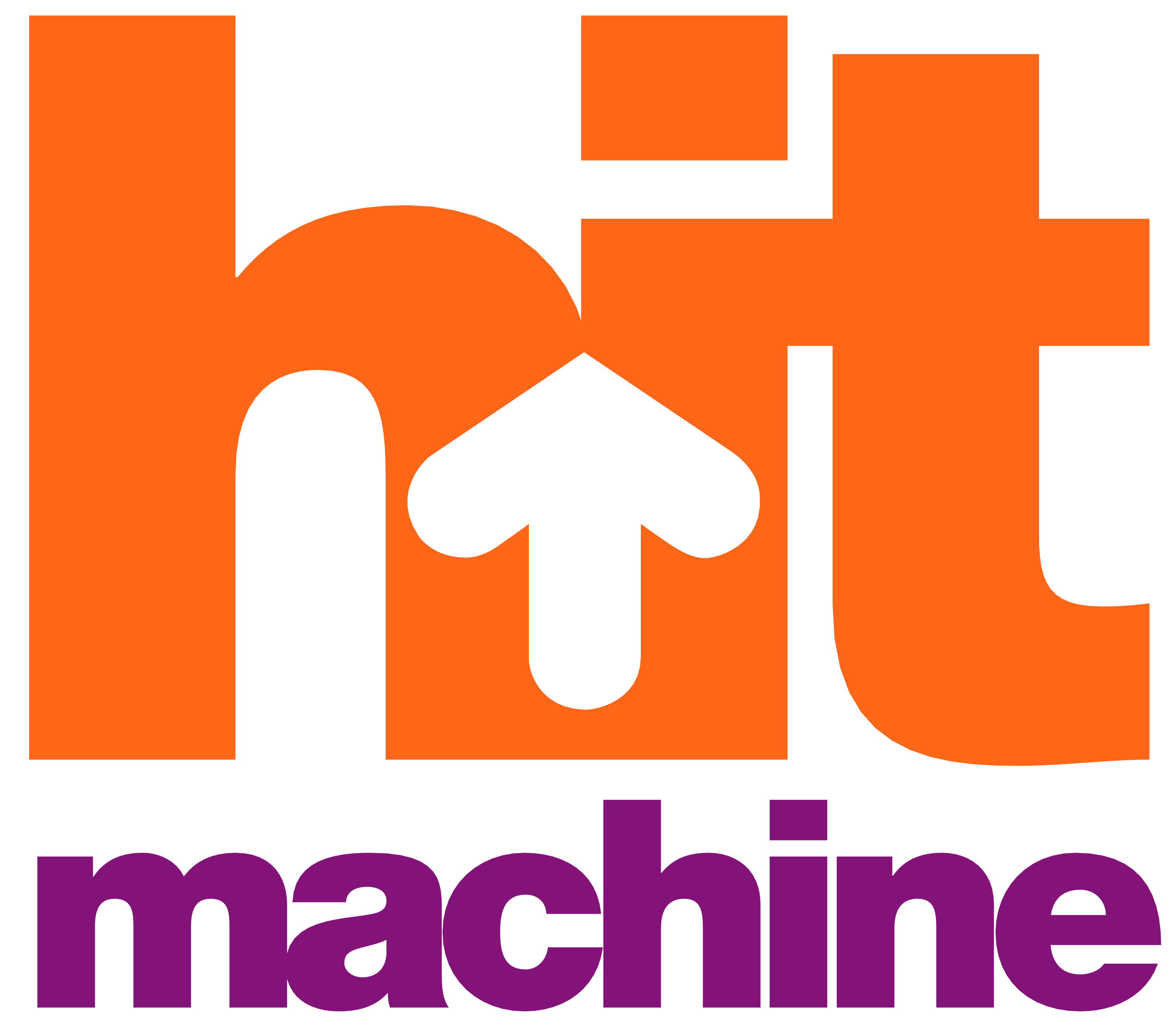
Hit Machine Logo Générique par Gédéon

Durant la saison 2006-2007, l'audience est légèrement en hausse. Mais à partir de septembre 2007, c’est la chute libre. La part de marché chute à 9,6 %, le minimum pour la chaîne étant de 10 %. En février 2008, certains médias annoncent la fin du Hit Machine mais M6 dément cette information en avril 2008 ; une saison 2008-2009 aura lieu. Puis, fin juin 2008, Charly annonce son départ à la direction de la chaîne. Il ne repartira donc pas pour une nouvelle saison. Lulu, trop associé à Charly, décide de ne pas continuer seul. Selon eux, la démocratisation d'Internet et un accès à la musique plus aisé ont provoqué une perte d'intérêt du public pour l’émission.

### Reprises et fin (2008 - 2009)
Pierre Mathieu, ancien animateur du Morning Café, reprend les commandes du programme à partir du 20 septembre 2008. L'émission est diffusée, comme à son habitude, le samedi à 10 h 20, avec quelques nouveautés à découvrir : le Hit machine propose une fois de plus un nouveau concept. Cette fois-ci, il n'y a plus de plateau, l'émission est tournée en extérieur mais il reste le classement des singles les plus vendus et les plus écoutés de la semaine. Mais cette émission reprend très mal et se trouve dès la première diffusion de la saison à 5,9 % de part de marché. Le programme est un véritable échec, et une suppression définitive est alors proposée. Après avoir fait d'innombrables efforts, Pierre Mathieu ne parvient pas à sauver le Hit machine, et le programme hebdomadaire s'éteint le 28 février 2009.
L'émission est reprise à partir du 9 mars 2009 en version quotidienne ne durant que 5 minutes. Bien que l'émission soit diffusée à 17 heures, heure à laquelle les spectateurs sont plus nombreux, la part de marché reste bloquée à environ 5 %, voire plus bas[réf. nécessaire]. L'un des anciens animateurs[Qui ?] dit être déçu par cette nouvelle formule car celle-ci ressemble trop à celle d'il y a quinze ans. De plus, en 1994, le Hit machine était quotidien comme en 2009, mais il durait une demi-heure, les clips passaient en entier et on avait droit à un classement complet ainsi qu'à des animateurs qui divertissaient les téléspectateurs. Or cette nouvelle version du programme est sans animateur. Semaine après semaine, l'émission est de moins en moins diffusée. Elle perd des jours de diffusion, jusqu'à ne plus être diffusée du tout. L'arrêt étant considéré comme normal, aucun média n'en parle. M6 n'obéit plus à ses grilles de programmes. Finalement, le Hit machine disparaît définitivement de la grille des programmes le vendredi 1er mai 2009, quinze ans après ses débuts.

### Renaissance (Depuis 2012)
Du 1er décembre 2012 au 27 janvier 2013, une émission intitulée Génération Hit machine fut diffusée sur la chaîne télévisée W9,,. Présentée par Derka (également présentateur du JT agité sur la même chaîne) puis Jérôme Anthony, cette émission fait revivre au public les meilleurs moments du Hit machine, avec les commentaires de stars françaises et internationales.
Depuis le 8 juin 2017, l'émission est rediffusée sur le site d'archives et d'extraits M6 Vidéo Bank.
Le 23 octobre 2018, dans l'émission Touche pas à mon poste ! avec Cyril Hanouna, Charly et Lulu ont révélé travailler sur un retour du Hit Machine, et qu'ils recherchent un diffuseur.
Le 17 novembre 2021, le duo anime Génération Hit Machine : la soirée événement enregistrée au Dôme de Paris, puis diffusée le 8 février 2022 sur W9.